# Hall da Fama da Pesquisa Alemã
O Hall da Fama da Pesquisa Alemã (em alemão:  Hall of Fame der deutschen Forschung) é uma ação da revista Manager Magazin iniciada em 2009.
Com a inclusão no Hall da Fama da Pesquisa Alemã são reconhecidos pesquisadores que pelo seu trabalho avançaram a pesquisa na Alemanha. Convencido "de que apenas inovações genuínas e duráveis podem garantir o bem estar, dois pesquisadores ativos, bem como dois historiadores, são anualmente laureados pela inclusão no Hall of Fame".

## Laureados
| Ano  | Laureado                    | Observação |
| ---- | --------------------------- | --- |
| 2009 | Karlheinz Brandenburg       | Líder da equipe que desenvolveu o padrão de compressão de dados MP3 |
| 2009 | Peter Grünberg              | Nobel de Física de 2007 e descobridor da magnetorresistência gigante |
| 2009 | Werner Heisenberg           | Nobel de Física de 1932 e fundador da mecânica quântica (póstumo) |
| 2009 | Feodor Lynen                | Nobel de Fisiologia ou Medicina de 1964, diretor fundador do Instituto Max Planck de Química Celular, atual Instituto Max Planck de Bioquímica em Martinsried bei München (póstumo) |
| 2010 | Manfred Eigen               | Nobel de Química de 1967 e durante muito anos diretor do Instituto Max Planck de Pesquisa Biofísica em Göttingen |
| 2010 | Harald zur Hausen           | Nobel de Fisiologia ou Medicina de 2008 e durante muitos anos diretor do Deutsches Krebsforschungszentrum em Heidelberg |
| 2010 | Günter Spur                 | Pioneiro da moderna Ciência da Produção e "Pai da Fábrica de Amanhã" |
| 2010 | Karl Ziegler                | Nobel de Química de 1963 e diretor durante muitos anos do Instituto Max Planck de Pesquisa do Carvão em Mülheim/Ruhr (póstumo). |
| 2011 | Theodor Hänsch              | Diretor do Instituto Max Planck de Óptica Quântica e dirigente da seção de espectroscopia laser |
| 2011 | Joachim Milberg             | Presidente fundador da Deutsche Akademie der Technikwissenschaften (Acatech) e supervisor da BMW |
| 2012 | Christiane Nüsslein-Volhard | Biologia do desenvolvimento em Tübingen, Nobel de Fisiologia ou Medicina de 1995 |
| 2012 | Axel Ullrich                | Diretor do Instituto Max Planck de Bioquímica em Martinsried bei München |
| 2013 | Klaus von Klitzing          | Diretor do Instituto Max Planck de Pesquisa dos Corpos Sólidos em Stuttgart e Nobel de Física de 1985 |
| 2013 | Hans-Jörg Bullinger         | langjähriger Präsident der Fraunhofer-Gesellschaft |
| 2014 | Stefan Hell                 | Hell wurde geehrt „für die Entwicklung eines bahnbrechenden Mikroskopier-Verfahrens, das viel stärker vergrößert und präzisere Bilder liefert, als die Physik bisher für möglich hielt. Anders als bei der Elektronenmikroskopie, die nur totes Material untersuchen kann, lassen sich mit Hilfe der neuen Technik lebende Zellen beobachten, sogar einzelne Moleküle darstellen. Experten gehen davon aus, dass die Geräte aus Stefan Hells Labor die medizinische Diagnostik und Therapie in den nächsten Jahren revolutionieren.“ |
| 2014 | Ludwig Pohl                 | Pohl hat als Abteilungsleiter in der chemischen Forschung bei Merck maßgeblich die Entwicklung so genannter Flüssigkristalle vorangetrieben. Diese Verbindungen liefern die Basis für Flachbildschirme (LCD) in TV-Apparaten, in Notebook und Tablet-Computern, für Touch-Screens in Navigationsgeräten und Mobiltelefonen |
| 2015 | Gerhard Ertl                | Chemie-Nobelpreisträger des Jahres 2007 und emeritierter Direktor am Fritz-Haber-Institut der Max-Planck-Gesellschaft in Berlin |
| 2015 | Manfred Weck                | Maschinenbau-Professor und langjähriger Direktor des Werkzeugmaschinenlabors an der RWTH Aachen |
| 2016 | Jens Frahm                  | „Frahm erhielt die Auszeichnung für seine schnellen Kernspin-Untersuchungsverfahren in der medizinischen Diagnostik, die unter anderem Filmaufnahmen vom schlagenden Herzen ermöglichen.“ |
| 2016 | Franz Pischinger            | „Pischinger hat die Abgasreinigung bei Otto- wie bei Dieselmotoren stark verbessert, was die Schadstoffe weltweit reduziert hat.“ |